# カブール・イーグルス
カブール・イーグルス（パシュトー語/ダリー語: کابل بازان Kābəl Bāzān）は、アフガニスタンのクリケット最上位リーグに所属する8球団の一つ。アフガニスタンの首都カブールを本拠地とする。アフマドシャー・アブダーリー4日間大会にカブール地区代表として参加するために創設された。カブール・イーグルスはアフガニスタンの国内最上位リーグであるシパゲーザ・クリケットリーグにも参加し、2016年と2020年にリーグ優勝した。

## 成績
シパゲーザ・クリケットリーグ優勝
- 2016年
- 2020年